# Alex Tyus
Alexander Trent «Alex» Tyus (San Luis, Missouri, 8 de enero de 1988) es un jugador de baloncesto estadounidense, con nacionalidad israelí. Desde el 2012, forma parte de la selección de baloncesto de Israel, con la que disputó el EuroBasket 2013. Actualmente pertenece a la plantilla del Maccabi Tel Aviv de la Ligat ha'Al.

## Carrera deportiva

### Años de Instituto y Universidad
Alex comenzó a jugar al baloncesto a nivel de instituto en su ciudad natal, en el Hazelwood Central High School y del instituto dio el salto a la Universidad de la Florida para jugar con los Florida Gators. Estuvo los cuatro años de la universidad, siendo un jugador que destacaba por coger rebotes y taponar los tiros de los rivales. Finalizó con 1333 puntos al acabar su etapa en la universidad y se presentó al Draft de la NBA de 2011 pero no fue escogido por ningún equipo.

### Europa
Después de no ser escogido por ningún equipo, fichó por el equipo israelí Maccabi Ashdod, con los que apenas estuvo una temporada, para luego marcharse al baloncesto italiano otra temporada más con el Pallacanestro Cantù; con el equipo que debutó en la Euroliga, jugando 10 partidos en total. Con el equipo italiano consiguió ganar la Supercopa de Italia al Montepaschi Siena, siendo Tyus el máximo anotador del Cantù con 18 puntos en 19 minutos. A mitad de temporada, fue seleccionado para jugar el All-Star de la liga italiana.
Con el deseo de volver a Israel fichó por uno de los grandes de Europa, fichando por tres temporadas con el Maccabi Tel Aviv. En los primeros partidos de la temporada no contó con muchos minutos, pero a medida que fue avanzando fue contando con la confianza de David Blatt y fue pieza clave del Maccabi. En el mes de abril de 2014, el Maccabi confirmó su pase para la Final Four de la Euroliga, gracias en parte a Alex Tyus que fue nombrado MVP del mes de la competición europea, promediando 12.3 puntos, 5.5 rebotes y 1.6 tapones. En la Final Four, el Maccabi eliminó al CSKA Moscú con una gran remontada, aportando Tyus 11 puntos y 3 tapones. En la final contra el Real Madrid, Tyus completó un gran partido que ayudó a ganar al Maccabi su sexta Euroliga. Alex acabó el partido con 12 puntos, 11 rebotes y 3 tapones, finalizando la Final Four como máximo taponador y máximo reboteador ofensivo.
En noviembre de 2020, regresa al Galatasaray de la Basketbol Süper Ligi, para ser traspasado dos meses después al Real Madrid, club en el que estuvo hasta el final de la temporada 2020-21.
El 9 de noviembre de 2021, firma por el Pınar Karşıyaka de la BSL turca.
El 27 de octubre de 2022, firma por el ASVEL Basket de la LNB Pro A.
En el verano de 2023, firmó con Runa Moscú de la VTB United League. Jugó 36 partidos para el equipo, siete como titular, y promedió 7,8 puntos, 4,8 rebotes y 0,8 asistencias por partido.
El 25 de abril de 2024 firmó con el Hapoel Jerusalén de la Ligat ha'Al israelí.
El 5 de noviembre de 2024 fichó por Pallacanestro Varese de la Lega Basket Serie A.
El 23 de abril de 2025 firmó con el Maccabi Tel Aviv israelí hasta el final de la temporada 2024-2025. Es su tercera etapa en el club.

### Selección nacional
A pesar de ser estadounidense de nacimiento, Tyus obtuvo el pasaporte de Israel y fue convocado para debutar con la selección nacional de Israel. En el verano de 2013, fue seleccionado por Arik Shivek para disputar el EuroBasket 2013 celebrado en Eslovenia. Israel fue eliminada en la fase de grupos consiguiendo solo una victoria en cinco partidos, jugando Tyus solo dos encuentros.

## Logros y reconocimientos

### Cantù
- Supercopa de Italia (1): 2012

### Maccabi Tel Aviv
- Euroliga (1): 2014
- Liga de Israel (3): 2014, 2018 y 2019
- Copa de Israel (2): 2014 y 2015
- Copa de la Liga de Israel (2): 2013 y 2017

### Consideraciones personales
- MVP de la Final Four de la Liga de Israel (1): 2018
- Seleccionado al All-Star de la Lega (1): 2013
- Seleccionado al All-Star de la Liga Israel (1): 2018
- Jugador del mes en la Euroliga (1): abril de 2014
- Máximo taponador de los Playoffs de la Euroliga (1): 2014